# 高崎市民新聞
座標: 北緯36度19分18.0秒 東経139度00分35.8秒 / 北緯36.321667度 東経139.009944度
『高崎市民新聞』（たかさきしみんしんぶん）は、かつて1950年から2011年にかけて、群馬県高崎市で週刊紙として発行されていた地域紙。

## 沿革
1950年4月28日、連合国軍最高司令官総司令部 (GHQ) 民間情報教育局 (CIE) 新聞課長のダニエル・インボデンが高崎市で講演し、「民主主義と地域社会の発展には郷土新聞の発行が欠かせない」と述べた。高崎では、戦後1947年3月21日に創刊された夕刊紙『群馬新報』が1949年10月に廃刊した後、悪質な新聞が横行していたとされるが、インボデンの講演を契機に、株主100人、資本金20万円の株式会社高崎市民新聞社が設立され、『群馬新報』を継承する形で、1950年6月15日に、毎週土曜日に発行される週刊紙『高崎市民新聞』を創刊した。創刊時の社長は桜井伊兵衛、記者は編集長の岡田稲夫以下3人の体制であった。
2万部印刷された創刊号は、市内の全世帯に無料配布され、一部10円、一か月30円で有料化された2号以降は、公称発行部数 3,362部となった。その後は部数も広告売り上げも順調に推移し、1期目から利益を計上したという。
GHQ/CIE新聞課は、全国的にみても重要な地域紙の成功事例として『高崎市民新聞』を取り上げ、ドキュメンタリー風の映画『高崎での話』を制作して、1951年9月に高崎市と前橋市で封切り、その後、全国で上映させた。高崎市で封切館となった高崎電気館には、多くの市民が詰め掛けたという。
創刊当初、常務取締役であった吉野五郎は、1960年の元旦号から自らのシベリア抑留体験を綴った『シベリア物語』を101回にわたって連載し、1961年12月に完結させ、1962年に書籍にまとめて刊行した。
『高崎市民新聞』は、その後も永く週刊で刊行され続けたが、2011年3月24日付の2891号をもって刊行を終了した。（2010年3月廃刊とする記述もあるが、誤りである。）